# Lennart Larsson (Skilangläufer)
Lennart Nils Olov Larsson (* 7. Februar 1930 in Granbergsträsk; † 26. März 2021 in Skellefteå) war ein schwedischer Skilangläufer.

## Werdegang
Larsson gewann im Jahr 1955 den 15-km-Lauf bei den Svenska Skidspelen und holte bei den Olympischen Winterspielen 1956 in Cortina d’Ampezzo die Bronzemedaille mit der Staffel. In den Läufen über 15 km und 30 km wurde er jeweils Achter. Im folgenden Jahr errang er bei den Svenska Skidspelen den dritten Platz über 15 km. Bei den nordischen Skiweltmeisterschaften 1958 in Lahti wurde er Weltmeister mit der Staffel. Außerdem kam er über 50 km auf den 15. Platz und über 15 km auf den 14. Platz. Bei seinen letzten Olympischen Winterspielen 1960 in Squaw Valley wurde er Fünfter über 30 km und jeweils Vierter über 50 km und mit der Staffel. Im selben Jahr lief er bei den Svenska Skidspelen auf den dritten Platz mit der Staffel. Im Jahr 1962 siegte er bei den Svenska Skidspelen mit der Staffel und errang zudem den dritten Platz über 30 km. Bei schwedischen Meisterschaften wurde er fünfmal Zweiter und viermal Dritter.